# Platycarya
Platycarya — рід квіткових рослин родини горіхових з східної Азії в Китаї, В'єтнаму, Кореї та Японії. 
Це листопадне дерево, що досягає 15 м заввишки. Листки зазвичай перисті, 15–30 см завдовжки з 7–15 листочками (рідше простими або до 23 листочків); листочки 3—11 см завдовжки і 1.5—3.5 см завширшки. Чоловічі (пилкові) сережки мають довжину 2–15 см, жіночі – 2,5–5 см у зрілому стані, тверді та дерев’яні, зовні схожі на шишку хвойного дерева зі спірально розташованими лусочками.
Раніше цей рід розглядався як один вид Platycarya strobilacea, хоча тепер визнано другий живий вид Platycarya longzhouensis. Ряд викопних видів було виявлено в Північній півкулі, починаючи з раннього еоцену, хоча вони були обмежені східною Азією під час плейстоценових льодовикових періодів.

## Види
- Platycarya longzhouensis S.Ye Liang & G.J.Liang
- Platycarya strobilacea Siebold & Zucc.
- †Platycarya americana Hickey[7]
- †Platycarya bognorensis (Chandler) Wing & Hickey
- †Platycarya castaneopsis  (Lesquereux) Wing & Hickey
- †Platycarya manchesterii Wing & Hickey
- †Platycarya miocenica Hu & Chaney
- †Platycarya pseudobrauni (Hollick) Wolfe
- †Platycarya richardsoni (sic P. richardsonii) (Bowerbank) Chandler[7][8]